# Maurice Casey
Pour les articles homonymes, voir Casey.
Maurice Casey, né le 18 octobre 1942 et mort le 10 mai 2014, est un bibliste britannique, spécialiste du Nouveau Testament et du christianisme primitif. Il a notamment enseigné la théologie et les langues néotestamentaires à l'université de Nottingham.

## Domaines de recherche
Maurice Casey suppose l'existence de sources araméennes derrière les textes du Nouveau Testament, en particulier pour la Source Q et l'Évangile selon Marc. Il considère que cet évangile et les Épîtres de Paul sont les documents scripturaires les plus fiables, contrairement au corpus johannique.
Ses travaux portent également sur la christologie des premiers siècles et sur le sens de l'expression « Fils de l'Homme » dans le Livre de Daniel comme dans les Évangiles.

## Publications
- (1979). Son of Man : The Interpretation and Influence of Daniel 7, London: SPCK.  (ISBN 9780281036974). OCLC 6338109.
- (1991). From Jewish Prophet to Gentile God: The Origins and Development of New Testament Christology, Edward Cadbury lectures, 1985-86. Cambridge, England & Louisville, KY: T&T Clark & Westminster John Knox Press.  (ISBN 9780227679203). OCLC 24302203.
- (1996). Is John's Gospel True ?, London & New York: Routledge.  (ISBN 9780415146302). OCLC 36061908.
- (1998). Aramaic Sources of Mark's Gospel, Society for New Testament Studies, Monograph Series. Vol. 102. Cambridge & New York: Cambridge University Press.  (ISBN 9780511035975). OCLC 49726109.
- (2002). An Aramaic Approach to Q : Sources for the Gospels of Matthew and Luke, Society for New Testament Studies, Monograph Series. Vol. 122. Cambridge, UK & New York: Cambridge University Press.  (ISBN 9780511061158). OCLC 57146437.
- (2007). The Solution to The "Son of Man" Problem, Library of New Testament Studies. Vol. 343. London & New York: T & T Clark.  (ISBN 9780567140494). OCLC 741690930.
- (2010). Jesus of Nazareth: An Independent Historian's Account of His Life and Teaching, London & New York: T & T Clark.  (ISBN 9780567104083). OCLC 858048706.
- (2014). Jesus: Evidence and Argument Or Mythicist Myths ?, London: T & T Clark.  (ISBN 9780567447623). OCLC 858358284.

## Hommage
- James G. Crossley, (ed.) (2008), Judaism, Jewish Identities, and the Gospel Tradition: Essays in Honour of Maurice Casey, London & Oakville, CT: Equinox Pub.  (ISBN 9781845532833). OCLC 136778670.